# Beatriz García Vidagany
Beatriz García Vidagany (* 17. November 1988 in Valencia) ist eine ehemalige spanische Tennisspielerin.

## Karriere
García Vidagany spielt hauptsächlich Turniere auf dem ITF Women’s Circuit, bei denen sie bislang zwei Einzel- und vier Doppeltitel gewann.

## Turniersiege

### Einzel
| Nr. | Datum        | Turnier | Kategorie   | Belag | Finalgegnerin        | Ergebnis      |
| --- | ------------ | ------- | ----------- | ----- | -------------------- | ------------- |
| 1.  | 1. Juni 2008 | Tortosa | ITF $10.000 | Sand  | Amanda Carreras      | 6:2, 6:3      |
| 2.  | 3. Mai 2009  | Vic     | ITF $10.000 | Sand  | Aleksandra Josifoska | 2:6, 6:2, 6:2 |

### Doppel
| Nr. | Datum            | Turnier               | Kategorie    | Belag     | Partnerin              | Finalgegnerinnen                                   | Ergebnis          |
| --- | ---------------- | --------------------- | ------------ | --------- | ---------------------- | -------------------------------------------------- | ----------------- |
| 1.  | 7. Oktober 2006  | Granada               | ITF $10.000  | Hartplatz | Julija Parassjuk       | Carolina Gago Fuentes Verdiana Verardi             | 6:4, 6:4          |
| 2.  | 28. Oktober 2006 | Sant Cugat del Vallès | ITF $25.000  | Sand      | Nuria Sánchez García   | Cristina Sánchez-Quintanar Francisca Sintes Martin | 3:6, 6:3, 6:3     |
| 3.  | 14. Februar 2014 | São Paulo             | ITF $25.000  | Sand      | Dinah Pfizenmaier      | Mariana Duque Mariño Paula Cristina Gonçalves      | 7:66, 4:6, [10:8] |
| 4.  | 7. Juni 2014     | Marseille             | ITF $100.000 | Sand      | Lourdes Domínguez Lino | Julija Bejhelsymer Olha Sawtschuk                  | 6:1, 6:2          |